# Pegazowate
Pegazowate (Pegasidae) – rodzina małych morskich ryb promieniopłetwych o niejasnej pozycji taksonomicznej. Klasyfikowano je w rzędzie ciernikokształtnych (Gasterosteiformes)  lub igliczniokształtnych (Syngnathiformes). Poławiane gospodarczo na niewielką skalę. Bywają sprzedawane jako kurioza.

## Zasięg występowania
Przybrzeżne wody słone, rzadziej słonawe, do 150 m głębokości, w strefie tropikalnej i umiarkowanej Oceanu Indyjskiego i zachodniego Pacyfiku.

## Cechy charakterystyczne
Ciało w części głowowo-tułowiowej trapezoidalne lub romboidalne, szerokie, silnie spłaszczone grzbietobrzusznie, całe pokryte płytkami kostnymi. Trzon ogonowy wydłużony i smukły. Pyszczek wyciągnięty, łopatkowato spłaszczony, zakończony dolnie położonym otworem gębowym. Płetwy piersiowe duże, skrzydlate; mała płetwa grzbietowa i odbytowa, bez kolców.

## Klasyfikacja
Rodzaje zaliczane do tej rodziny:

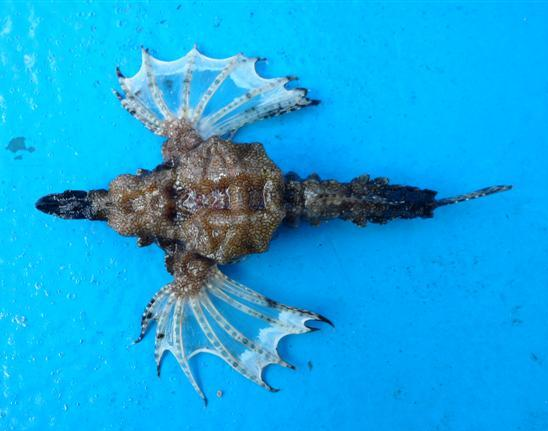
Eurypegasus draconis

- Eurypegasus
- Pegasus

Rodzajem typowym jest Pegasus.